# Omicronema clavulatum
Omicronema clavulatum är en rundmaskart som beskrevs av Gerlach 1957. Omicronema clavulatum ingår i släktet Omicronema och familjen Monhysteridae. Inga underarter finns listade i Catalogue of Life.